# The Plunderer (film 1924)
The Plunderer è un film muto del 1924 diretto da George Archainbaud. La sceneggiatura di Doty Hobart si basa sull'omonimo romanzo di Roy Norton pubblicato a New York nel 1912 che era già stato portato sullo schermo nel 1915 da un altro The Plunderer diretto da Edgar Lewis che aveva come interprete William Farnum.

## Trama
Finiti gli studi, Richard Townsend, giovane ingegnere minerario, parte insieme all'amico Bill Matthews per il West dove si trova la miniera d'oro abbandonata di suo padre che lui vuole riattivare. "The Lily", la proprietaria del saloon del paese, avverte Bill che la miniera del suo amico viene saccheggiata da Bill Presbey che, per entrarvi, utilizza alcuni tunnel segreti. Dopo diverse vicende avventurose, tra scontri, scioperi, esplosioni e incendi, Presbey cede a Richard, dopo essere stato battuto da lui, il maltolto, piegandosi anche alle preghiere di sua figlia Joan, innamorata di Richard. "The Lily", dal canto suo, si ravvede e diventa una donna onesta anche per amore di Bill.

## Produzione
Il film fu prodotto dalla Fox Film Corporation.

## Distribuzione
Il copyright del film, richiesto dalla Fox Film Corp., fu registrato il 24 marzo 1923 con il numero LP20023.
Distribuito dalla Fox Film Corporation e presentato da William Fox, il film uscì nelle sale cinematografiche statunitensi il 30 marzo 1924.
Non si conoscono copie ancora esistenti della pellicola che viene considerata presumibilmente perduta.